# Hongbin

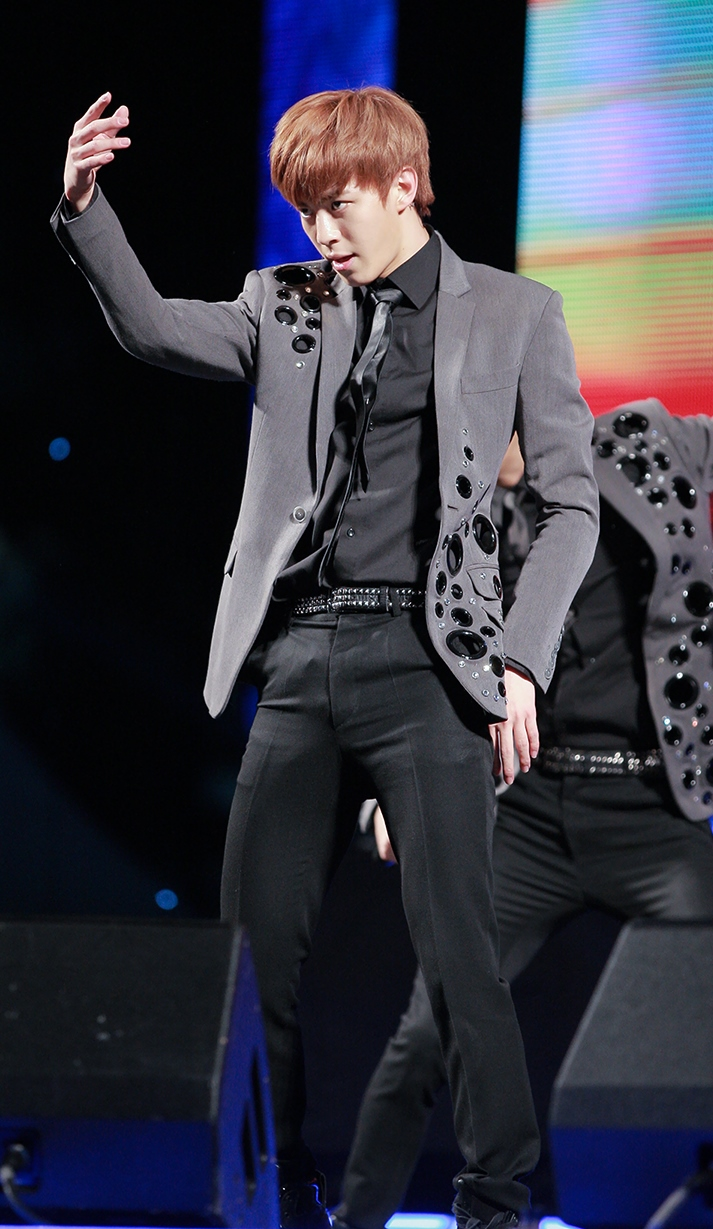
Hongbin auf dem Culture and Arts Festival 2013

Lee Hong-bin (kor. 이홍빈; * 29. September 1993 in Seoul, Südkorea), besser bekannt als Hongbin, ist ein südkoreanischer Sänger und Schauspieler, der bei Jellyfish Entertainment unter Vertrag stand. Im Mai 2012 gab er sein Debüt als Mitglied der südkoreanischen Boygroup VIXX und startete seine Schauspielkarriere im SBS Romantik-Drama Glorious Day als Yoo Ji Ho. Seine erste Hauptrolle hatte er 2016 im KBS2 Fantasy-Action-Romanze Moorim School als Wang Chi Ang.
Nach einem Streaming-Skandal, in welchem er betrunken Songs von anderen K-Pop-Gruppen kritisierte, entschied er sich im August 2020 dazu, VIXX zu verlassen.

## Privates
Hongbin wurde in Jayang-dong, Seoul, geboren und wuchs dort auf. Er hat zwei ältere Schwestern. Er hat am Dong-ah Broadcasting College studiert.

## Karriere

### 2012–2013: Debüt mit VIXX
Hongbin war einer von zehn Auszubildenden, die in die Mnet-Realityshow MyDOL gewählt wurden, und wurde letztendlich Teil der finalen Endaufstellung der neuen Boygroup VIXX. Die Gruppe hatte mit Super Hero am 24. Mai 2012 auf M! Countdown ihr Debüt. Während MyDOL war er in Brian Joo's Musikvideo zu "Let This Die", und an der Seite der Schauspielerin Son Eun-seo in Seo In-guk's Musikvideo zu "Tease Me" zu sehen.
2013 war er zusammen mit den Mitgliedern von VIXX in Episode 4 des SBS-TV-Dramas The Heirs – Highschool der Superreichen zu sehen.

### 2014–2015: Schauspiel-Debüt und Moderation
2014 machte Hongbin sein Schauspiel-Debüt im SBS Romantik-Drama Glorious Day an der Seite von Go Woo-ri aus der Girlgroup Rainbow. Im selben Jahr waren Hongbin und N Backup-Tänzer in K.Will, Mamamoo und Wheesung's Musikvideo zu "Peppermint Chocolate".
Vom 3. März 2015 bis zum 13. Oktober 2015 Moderierte er zusammen mit Jiyeon aus der Girlgroup T-ara und Zhou Mi aus der Boygroup Super Junior-M die SBS MTV Musikshow "The Show". Im September 2015 bekam Hongbin seine erste Hauptrolle als Wang Chi Ang in der KBS2 Action-Romanze Moorim School.

### 2016-Heute: Moorim School und Web-Drama
Am 11. Januar 2016 begann auf KBS2 die Ausstrahlung von Moorim School. In diesem Drama spielt er, an der Seite von Lee Hyun Woo, den Störenfried Wang Chi Ang. Am 18. Januar 2016 veröffentlichte VIXX den original Soundtrack des Dramas mit dessen Titel-Song "Alive" unter dem Namen Moorim School OST Part. 1. Zuschauer des Dramas gaben positive Rückmeldungen zu dem Song. Durch den Beitrag des Soundtracks wollten VIXX ihre Unterstützung für Hongbins erste Hauptrolle ausdrücken. Am 1. Februar 2016 veröffentlichte VIXX Moorim School OST Part. 2 mit dem Titel-Song "The King". Im September bekam er, an der Seite von VIXX-Leader N und Chanmi aus der Girlgroup AOA eine der Hauptrollen im Web-Drama What's Up With These Kids? das seit dem 16. November auf Naver TV ausgestrahlt wird.

## Filmografie

### TV-Dramas
| Jahr | Sender   | Titel                                   | Rolle        | Anmerkungen                        |
| ---- | -------- | --------------------------------------- | ------------ | ---------------------------------- |
| 2013 | SBS      | The Heirs – Highschool der Superreichen | Lee Hong Bin | Cameoauftritt mit VIXX (Episode 4) |
| 2014 | SBS      | Glorious Day                            | Yoo Ji-ho    |                                    |
| 2015 | SBS      | The Family Is Coming                    | Lee Hong Bin | Cameoauftritt (Episode 18)         |
| 2016 | KBS2     | Moorim School                           | Wang Chi Ang | Zweite Männliche Hauptrolle        |
| 2016 | Naver TV | What’s Up With These Kids?              | Jin Si-hwan  | Web-Drama, Hauptrolle              |

### TV-Auftritte & Variety Shows
| Jahr | Sender    | Titel                                | Anmerkungen                                                             |
| ---- | --------- | ------------------------------------ | ----------------------------------------------------------------------- |
| 2015 | SBS MTV   | The Show                             | Moderation mit Zhou Mi (Super Junior-M) und Jiyeon (T-ara)              |
| 2015 | KBS2      | Global Request Show - A Song For You | Gast Auftritt in Staffel 4 Episode 11                                   |
| 2016 | KBS World | Hello Counselor                      | Gast mit dem Moorim School-Cast Episode. 257 Gast mit Ken (Episode 297) |
| 2016 | MBig TV   | Celebrity Bromance                   | Cast-Mitglied, mit Gongchan (Web-Drama)                                 |

### Musikvideo-Auftritte
| Jahr | Musikvideo             | Artist(en)                |
| ---- | ---------------------- | ------------------------- |
| 2012 | "Let This Die"         | Brian Joo                 |
| 2012 | "Tease Me"             | Seo In-guk                |
| 2014 | "Peppermint Chocolate" | K.Will, MAMAMOO, Wheesung |